# Дольчатость
Дольчатость — тип строения клеточного ядра гранулоцитов, где ядро сегментировано на две или более связанных доли в зависимости от способа упаковки хроматина.
Благодаря многодольчатому строению нейтрофилы могут вытеснять свой хроматин в окружающую среду, убивая себя во время действия, но также образуя сети, которые ловят и убивают патогены. Хроматин имеет липкие свойства и помогает зафиксировать на патогене антимикробные белки, которые называются внеклеточными ловушками, убивающие бактерии, грибки и другие микроорганизмы. Когда нейтрофил выбрасывает свой хроматин, этот процесс называется нетозом.
| Тип        | Изображение | Изображение | Дольчатость    |
| ---------- | ----------- | ----------- | -------------- |
| Нейтрофилы |             |             | многодольчасть |
| Эозинофилы |             |             | двудольчатость |
| Базофилы   |             |             | двудольчатость |